# Więzy krwi (powieść)
Więzy krwi (ang. Bloodtide) – powieść zawierająca w sobie elementy gatunku fantasy i fantastyki postapokaliptycznej autorstwa angielskiego pisarza Melvina Burgessa. Po raz pierwszy została wydana w 1999 roku na świecie i 2001 w Polsce. ISBN 83-88087-44-4

## Fabuła Utworu
Fabuła Więzów krwi opiera się na uwspółcześnionej wersji islandzkiej legendy. Akcja utworu ma miejsce w nieokreślonej przyszłości. Zrujnowany Londyn, otoczony krajem półludzi, znajduje się w rękach dwóch zwaśnionych gangów - Volsona i Conora. Volson proponuje przymierze - w zamian daje Conorowi za żonę swoją czternastoletnią córkę Signy. Po ślubie Conor zabiera Sygny do swojej siedziby i trzyma ją w zamknięciu. Wkrótce potem łamie traktat, używając podstępu niszczy Volsona i jego gang. Signy udaje, że go kocha - w rzeczywistości pragnie pomścić swą rodzinę. Tymczasem Conor rośnie w siłę, podbija kolejne miasta Anglii. Rodzi się ruch oporu, do którego przyłącza się brat bliźniak Sygny - Siggy. W książce występuje m.in. przemoc, seks i odniesienia do mitologii.

## Bohaterowie
- Val Volson - przywódca gangu Volsonów i połowy Londynu. Wierzy w bogów, chce wyrwać się z Londynu i zniszczyć półludzi
- Conor - tyran, przywódca swojego gangu, toczy spór z Volsonami. Mąż Signy
- Signy - jedyna córka Val'a, siostra Bena, Hada i Siggy'ego, żona Conora. Wykorzystując swoją pozycję znacząco wpływa na losy wojny
- Ben - najstarszy syn Val'a. Ma przejąć władzę po ojcu. Wszędzie węszy podstęp i zdradę
- Had - syn Val'a, dowódca jego straży
- Siggy - najmłodszy syn Val'a, brat-bliźniak Signy. Późniejszy przywódca ruchu oporu
- Cherry - zmiennokształtna istota, prawdopodobnie córka Lokiego. Może przybrać postać kota, ptaka, dziewczynki i żołędzia
- Styr - syn Signy i Siggy'ego. Został wyhodowany w sztucznym łonie, pragnie śmierci Conora i swojego brata
- Vincent - naturalnie poczęty syn Signy i Siggy'ego
- Dag Aggerman - psowaty półczłowiek, przywódca ruchu oporu. Po jego śmierci dowództwo przejął Siggy
- Knur - dzikowaty półczłowiek, zabił braci Volsonów
- Melanie - świniowata przedstawicielka półludzi, żona Knura. Opiekuje się Siggym. Po śmierci zostaje powieszona nad trotuarem
- Kotlet Zagłady - strażnik Signy, zaprzyjaźnia się z nią przed śmiercią

## Miejsca
- Londyn - dawna stolica Anglii. Obecnie otoczone murem, odcięte od świata miasto, w którym toczy się wojna gangów
- Ragnor - miasto, w którym mieszkają twórcy półludzi
- Kraj półludzi - obszar otaczający Londyn zamieszkany przez półludzi